# A nuestros amores
A nuestros amores, título original; À nos Amours. es el nombre de una película francesa de 1983 dirigida por Maurice Pialat, escrita por Arlette Langmann y Pialat. Además, estuvo protagonizada por la actriz Sandrine Bonnaire en su primera interpretación. 
A nuestros amores explora la desprejuiciada sexualidad de una adolescente, enemistada con la rígida institución familiar que la limita. Con la entonces joven actriz Sandrine Bonnaire como protagonista absoluta, revelación en su debut en la pantalla grande, le valió un Premio César a la Mejor Actriz de revelación. 

## Sinopsis
Suzanne es una joven de quince años que, a pesar de su edad, tiene una vida sexual muy activa, pero sus relaciones con los chicos no van más allá del sexo. Su ambiente familiar no es armónico: tiene una madre neurótica, un padre al que no le gusta su manera de ser y un hermano que la golpea.

## Reparto
- Sandrine Bonnaire como Suzanne.
- Evelyne Ker como la madre.
- Dominique Besnehard como Robert.
- Maurice Pialat como el padre.
- Anne-Sophie Maillé como Anne.
- Maïté Maillé como Martine.
- Christophe Odent como Michel.
- Pierre-Loup Rajot como Bernard.
- Cyr Boitard como Luc.
- Cyril Collard como Jean-Pierre.

## Reconocimiento
- Premios César
  - Mejor película ( Ganadora )
  - Mejor director a Maurice Pialat (Nominado)
  - Mejor actriz revelación a Sandrine Bonnaire ( Ganadora )
- Chicago International Film Festival
  - Mejor película (Nominada)
- Berlin International Film Festival
  - Oso de oro (Nominada)[1]
- Prix Louis Delluc
  - Prix Louis Delluc a Maurice Pialat (Ganador)